# Jamgon Kongtrul Lodrö Thayé
Jamgön Kongtrül Lodrö Thayé (tibétain : འཇམ་མགོན་ཀོང་སྤྲུལ་བློ་གྲོས་མཐའ་ཡས་, Wylie : ’jam mgon kong sprul blo gros mthaʽ yas, 1813–1899), 1er dans la lignée des Jamgon Kongtrul Rinpoché, fut l'un des fondateurs du mouvement Rimé, visant à rompre le sectarisme qui divisait les écoles, tout en conservant à chacune leurs instructions et leurs spécificités, avec Jamyang Khyentsé Wangpo, un grand tertön Sakyapa, et Chogyur Lingpa, un grand tertön Nyingmapa. Lui même un tertön, il composa plus de 90 volumes regroupant les enseignements des lignées majeures et mineures, également les enseignements bön, collection intitulée les "Cinq Grands Trésors". Il s'agit de :
-Le Trésor tantrique de l'école Kagyu (Kagyu Ngak Dzeu) ; Tib. བཀའ་བརྒྱུད་སྔགས་མཛོད Wylie, bka' brgyud sngags mdzod
-Le Trésor des instructions (Dam Ngak Dzeu) ; Tib. གདམས་ངག་མཛོད  Wylie, gdams ngag mdzod
-Le Trésor des précieux Termas (Rinchen Ter Dzeu) ;  Tib. རིན་ཆེན་གཏེར་མཛོད་ Wylie, rin chen gter mdzod
-Le Trésor des vastes enseignements (Gyachen Ka Dzeu) ; Tib. རྒྱ་ཆེན་བཀའ་མཛོད  Wylie, rgya chen bka' mdzod
-Le Trésor des connaissances (Shéja Dzeu) ; Tib. ཤེས་བྱ་ཀུན་ཁྱབ་མཛོད Wylie,  shes bya kun khyab mdzod

Son maître racine fut le 9e Taï Sitou Rinpoché, Pema Nyingche Wangpo. Il devint le principal détenteur de la lignée Karma Kagyu et le maître racine du 15e Karmapa, Khakyab Dorje.
Le 10e Tai Sitou Rinpoché Pema Kunzang Chogyal et le 10e Trungpa Tulkou Chökyi Nyinche furent ses disciples.

### Œuvres de Jamgön Kongtrul Lodrö Thayé
- La Grande Voie d’Éveil, trad., Éd. Rimay, 2015,  (ISBN 978-2-9535049-6-5)
- Jamgön Kongtrul Lodreu Thayé (trad. du tibétain par Christian Charrier), Trésor de connaissances : Les Systèmes philosophiques bouddhistes, vol. 1, Padmakara, 2023, 442 p. (ISBN 978-2-37041-134-1).
- Jamgön Kongtrul Lodreu Thayé (trad. du tibétain par Christian Charrier et Patrick Carré), Trésor de connaissances : Les Tantras bouddhistes, vol. 2, Padmakara, 2023, 618 p. (ISBN 978-2-37041-152-5).